# Kadiș
Kadișul (din aramaică קדיש, qaddiš „sfânt”; ortografie alternativă: kaddish) este un imn de laudă adus lui Dumnezeu și prezent în serviciile religioase iudaice. Tema centrală a kadișului este mărirea și sfințirea numelui lui Dumnezeu. În cadrul serviciilor religioase, diferite versiuni ale kadișului au rolul de a separa anumite momente ale ritualului.
Termenul „kadiș” este folosit adesea pentru a desemna în mod specific „kadișul persoanei îndoliate”, parte componentă a ritualului de doliu în toate serviciile religioase iudaice, a ritualurilor de înmormântare (altul decât cel săvârșit la mormânt, vezi Qaddish aḥar Haqqəvurah „kadișul după înmormântare") și memoriale, precum și la 11 luni după moartea unei rude apropiate. Atunci când este menționat că „s-a rostit kadișul”  aceasta se referă fără echivoc la ritualurile de doliu. Persoanele îndoliate rostesc kadișul pentru a arăta că, în ciuda pierderii suferite, continuă să-i aducă slavă lui Dumnezeu.

## Istoric
Cea mai veche versiune a kadișului apare în Siddurul rabinului Amram Gaon din jurul anului 900. Shira Schoenberg observă că „prima menționare a persoanelor îndoliate rostind kadișul la sfârșitul serviciului religios apare într-o scriere halahică din secolul al XIII-lea a lui Isaac ben Moses din Viena, Or Zarua („Lumina ce răsare”). Kadișul de la sfârșitul serviciului religios pentru înmormântare este numit Kaddish Yatom sau kadișul persoanei îndoliate (literal „kadișul orfanului”).

## Forme diferite
Articolul despre kadiș din Jewish Encyclopedia menționează un alt tip de kadiș numit Qaddish Yahid, adică în traducere română „kadiș individual”. Acesta este inclus în Siddurul lui Amram Gaon, dar este mai degrabă o meditație care ține loc de kadiș decât un kadiș în adevăratul sens al cuvântului.

## Legături externe
- Jewish Virtual Library - Jewish Prayers: The Mourner's Kaddish
- Neirot Foundation: The Importance of Kaddish[nefuncțională]
- myKaddish.com
- The Kaddish Foundation: A non-profit who recite the Kaddish every day for eleven months following the death of a Jewish relative, loved-one or friend.